# Орто-Саз
Орто-Саз (кирг. Орто-Саз) — село в Нарынском районе Нарынской области Кыргызстана. Входит в состав Чет-Нуринского айылного аймака.

## География
Село расположено в центральной части области, в высокогорной зоне, на правом берегу реки Нарын, на расстоянии приблизительно 0,3 километра (по прямой) к северо-востоку от города Нарын, административного центра области и района. Абсолютная высота — 2144 метра над уровнем моря.

## Население
Согласно оценочным данным Национального статистического комитета Кыргызской Республики, численность населения села на начало 2023 года составляла 779 человек.
| год     | 2009 | 2014 | 2015 | 2020 | 2021 | 2023 |
| ------- | ---- | ---- | ---- | ---- | ---- | ---- |
| человек | 716  | 725  | 737  | 800  | 805  | 779  |